# Arrondissement Étampes
Arrondissement Étampes je správní územní jednotka ležící v regionu Île-de-France ve Francii. Člení se dále na 6 kantonů a 79 obcí.

## Kantony
- Dourdan
- Étampes
- Étréchy
- La Ferté-Alais
- Méréville
- Saint-Chéron